# Latvijas Neatkarīgā Televīzija
Latvijas Neatkarīgā Televīzija (kurz LNT; deutsch „Lettlands unabhängiger Fernsehsender“) war ein privater Fernsehsender in Lettland.

## Geschichte
Latvijas Neatkarīgā Televīzija wurde 1996 als Pica TV gegründet. LNT gehörte dem Medienkonzern All Media Baltics, der seinerseits zur Modern Times Group (MTG) gehörte. MTG bündelte seine Fernsehsender in den drei baltischen Staaten, sie wurden Teil der TV3-Gruppe. 2017 verkaufte MTG die baltischen Sender der TV3-Gruppe (und damit LNT) an die Investmentgesellschaft Providence Equity Partners.
Im Jahr 2009 hatte LNT einen Marktanteil von 16,5 % und war somit der meistgesehene TV-Kanal in Lettland. In den 2010er Jahren verlor LNT vor allem jüngere Zuschauer, da diese begannen, Informationen aus dem Internet abzurufen sowie zur Unterhaltung Streaming-Portale zu bevorzugen, und daher kaum noch Fernsehen schauten. Schließlich erfüllte LNT nicht mehr die Rendite-Vorgaben der TV3-Gruppe bzw. von Providence Equity Partners.
Zum 1. Dezember 2019 musste LNT die Produktion eines eigenständigen Programms einstellen. Stattdessen wurden auf dem Sendekanal fortan andere Programme der TV3-Gruppe ausgestrahlt. Die Sendelizenz von LNT wurde zum 1. März 2020 auf TV3 Life übertragen. TV3 Life ist ein neuer Spartensender, der vor allem Frauen ansprechen soll.

## Sendungen
- Anna und die Liebe
- Chuck
- O.C., California
- Two and a Half Men

Koordinaten: 56° 56′ 27,3″ N, 24° 7′ 32,2″ O